# Paul Onuachu
Ebere Paul Onuachu (* 28. Mai 1994) ist ein nigerianischer Fußballspieler, der seit Februar 2023 für den englischen Verein FC Southampton spielt und für die Saison 2023/24 an Trabzonspor ausgeliehen ist.

## Karriere
Onuachu spielte in seiner Jugend für den FC Ebedei in Nigeria. Im Jahr 2012 wechselte er zum Kooperationsverein FC Midtjylland nach Dänemark. Diesen Schritt hatten vor ihm bereits Spieler wie Akeem Agbetu, Adigun Salami und Baba Collins gemacht.
Sein offizielles Debüt für die erste Mannschaft des Klubs gab er am 29. November 2012 in einem Pokalspiel gegen den Randers FC. Wenige Tage später gab er auch in der Liga seinen Einstand. Zugleich spielte er für die zweite Mannschaft, in der er ein häufiger Torschütze war. So erzielte er während der zehn Spieltage des Frühjahrs 2013 sieben Tore.
Vor dem Beginn der Saison 2013/14 unterschrieb er einen Dreijahresvertrag. Es war die erste Saison, in der er regelmäßig zu Einsätzen in der Superliga kam, auch wenn er stets Einwechselspieler war. Er bestritt insgesamt zwölf Pflichtspiele.
Am ersten Spieltag 2014/15 erzielte er sein erstes Profitor. Anfang August 2014 verlängerte er seinen Vertrag vorzeitig bis Sommer 2018. Im selben Monat gab er seinen Einstand im internationalen Wettbewerb, als er in den Qualifikationsspielen zur Europa League gegen Panathinaikos Athen zum Einsatz kam. Da er in der Hinrunde nicht über den Status als Ergänzungsspieler hinauskam, wurde er für die Rückrunde an den Zweitligisten Vejle BK verliehen, für den er in 13 Spielen fünf Mal traf. Zur Spielzeit 2015/16 kehrte er in den Kader seines Stammvereins zurück. Danach wurde er dort vermehrt eingesetzt und wurde mit Midtjylland 2018 dänischer Meister und 2019 Pokalsieger.
Mitte August 2019 wechselte er zum belgischen Erstdivisionär KRC Genk und unterschrieb dort einen Vertrag mit einer Laufzeit von fünf Jahren. In der Saison 2020/21 bestritt er 38 von 40 möglichen Ligaspielen für Gent und wurde dabei mit 33 Toren Torschützenkönig („goldener Bulle“) sowie 3 von 5 Pokalspielen. Er wurde mit Gent Pokalsieger, wurde für seine Leistungen aufgrund einer Wahl durch alle Spieler in der Division 1A durch Pro League als Pro-League-Spieler der Saison ausgezeichnet und erhielt den Ebbenhouten Schoen (deutsch Ebenholz-Schuh), eine Auszeichnung für den besten afrikanischen Spieler oder Spieler afrikanischer Abstammung in Belgien. 
Mitte September 2021 einigte er sich mit Genk auf eine Vertragsverlängerung um ein Jahr bis zum Ende der Saison 2023/24. In der Saison 2021/22 waren es 35 von 40 möglichen Ligaspielen, in denen er 21 Tore schoss, sowie 7 Europapokal-Spiele mit zwei Toren sowie das verlorene Spiel um den Supercup. Durch die 21 Tore in der Liga erreichte er Platz 4 der Torschützenwertung. In der nächsten Saison waren es 19 von 22 möglichen Ligaspielen, in denen er 16 Tore erzielte, sowie drei Pokalspiele mit einem Tor.
Anfang Februar 2023 wechselte er zum englischen Erstligisten FC Southampton, bei dem er einen Vertrag bis zum Ende der Saison 2025/26 unterschrieb. Onuachu bestritt 11 von 18 möglichen Ligaspielen für Southampton. Zum Saisonende stieg er mit Southampton in die EFL Championship, die zweite englische Liga, ab.
Daraufhin wechselte er per Leihe für die Spielzeit 2023/24 in die Türkei zu Trabzonspor.

## Statistik
Stand: Saisonende 2020/21
| Saison  | Mannschaft     | Liga        | Spiele (Tore) | Spiele (Tore) |
| Saison  | Mannschaft     | Liga        | Liga          | Pokal         |
| ------- | -------------- | ----------- | ------------- | ------------- |
| 2012/13 | FC Midtjylland | Superliga   | 01 0(0)       | 1 (0)         |
| 2013/14 | FC Midtjylland | Superliga   | 11 0(0)       | 1 (0)         |
| 2014/15 | FC Midtjylland | Superliga   | 10 0(1)       | 2 (2)         |
| 2014/15 | Vejle BK       | 1. Division | 13 0(5)       | 0 (0)         |
| 2015/16 | FC Midtjylland | Superliga   | 25 0(6)       | 2 (1)         |
| 2016/17 | FC Midtjylland | Superliga   | 36 (18)       | 2 (2)         |
| 2017/18 | FC Midtjylland | Superliga   | 22 (10)       | 3 (3)         |
| 2018/19 | FC Midtjylland | Superliga   | 30 (17)       | 4 (3)         |
| 2019/20 | KRC Genk       | Division 1A | 22 0(9)       | 1 (1)         |
| 2020/21 | KRC Genk       | Division 1A | 38 (33)       | 3 (2)         |

## Nationalmannschaft
Onuachu bestritt sein erstes Länderspiel für die nigerianische Nationalmannschaft am 22. März 2019 gegen die Seychellen bei einem Afrika-Cup 2019/Qualifikation im Rahmen eines Qualifikationsspieles zum Afrika-Cup 2019. Beim Afrika-Cup selbst gehörte er zum Kader der Nationalmannschaft, wurde aber nur bei zwei Vorrundenspielen und im Achtelfinale eingesetzt. Die Nationalmannschaft belegte am Ende Platz 3.

## Erfolge
- mit dem FC Midtjylland:
  - Dänischer Meister: 2015, 2018
  - Dänischer Pokalsieger: 2019
- mit dem KRC Genk:
  - Belgischer Pokalsieger: 2020/21
  - Torschützenkönig („Goldener Bulle“): 2020/21 (33 Tore)[10]
  - Pro-League-Spieler der Saison: 2020/21[11]
  - Belgiens Fußballer des Jahres: 2021[12]
  - Ebbenhouten Schoen (deutsch Ebenholz-Schuh, Auszeichnung für den besten afrikanischen Spieler oder Spieler afrikanischer Abstammung in Belgien): 2021[13]